# Helicoblepharum
Helicoblepharum là một chi rêu trong họ Pilotrichaceae.